# Matti H. Tikkanen
Matti Haakon August Tikkanen, född 28 november 1915 i Åbo, död 9 januari 1994 i Esbo, var en finländsk metallurg. 
Tikkanen var diplomingenjör från Åbo Akademi och blev teknologie doktor 1948. Han var verkstadsingenjör vid Statens flygplansfabrik 1940–1945, laboratoriechef vid Husqvarna vapenfabrik 1946–1949 och professor i metallurgi vid Tekniska högskolan i Helsingfors 1949–1978. Han var chef för metallurgiska laboratoriet vid Statens tekniska forskningsanstalt 1946–1961. Han skrev ett hundratal vetenskapliga artiklar och invaldes som ledamot av Kungliga Ingenjörsvetenskapsakademien i Stockholm 1959..